# Си Джей Груп
„Си Джей Груп“ (на корейски: 씨제이㈜, на английски: CJ Group) е южнокорейска конгломерат холдингова компания със седалище в Сеул. Той включва множество предприятия в различни индустрии на хранително-вкусовата промишленост, фармацевтиката и биотехнологиите, развлеченията и медиите, пазаруването в дома и логистиката. Си Джей Груп първоначално беше клон на Samsung, докато не се раздели през 90-те години.
CJ идва от „Cheil Jedang“ (на корейски: 제일 제당), което буквално може да означава „първо производство на захар“, индустрията, в която първоначално е започнала.
Забележителните филиали на CJ включват CJ CheilJedang (храни и напитки), CJ Korea Express (логистика), CJ Olive Networks (магазини за здраве и красота и IT), CJ ENM (развлечения и търговия на дребно) и CJ CGV (кино верига).